# ミドリイガイ属
ミドリイガイ属（ミドリイガイぞく、Perna）はイガイ科に属する二枚貝の属の一つ。ミドリイガイなどが属す。俗にパーナ貝と呼ばれることもある。
日本でムール貝として販売されることがあるが、moule とは本来はイガイ科全般のことなので必ずしも間違いとは言えないものの、日本でムール貝といえば普通はムラサキイガイなどイガイ属の数種のことである。

## 種
- モエギイガイ Perna canaliculus (Gmelin, 1791)
- ペルナイガイ Perna perna (Linnaeus, 1758)
- ミドリイガイ Perna viridis (Linnaeus, 1758)

これらの中ではモエギイガイが最も離れており、他の2種が近縁である。
Perna indica Kuriakose & Nair, 1976 や Perna picta (Born, 1778) を独立させる説もあるが、1999年にペルナイガイと同種とされた。Perna picta がペルナイガイに含まれることは分子系統でも確認された。

## 特徴
イガイ属と異なり、成長すると前閉殻筋が退化する。

## 各種の特徴
ミドリイガイ Perna viridis
形や大きさなどはムラサキイガイによく似ているが、殻は鮮やかな緑色。ムラサキイガイ群集に混じっていることもある。フィリピンなど太平洋西部の熱帯原産であるが、1980年代以降は日本でも外来種として見られるようになった。東南アジアでは食用貝としてポピュラーな種であるが、見た目の鮮やかさから日本でも食材としても利用されることがある。

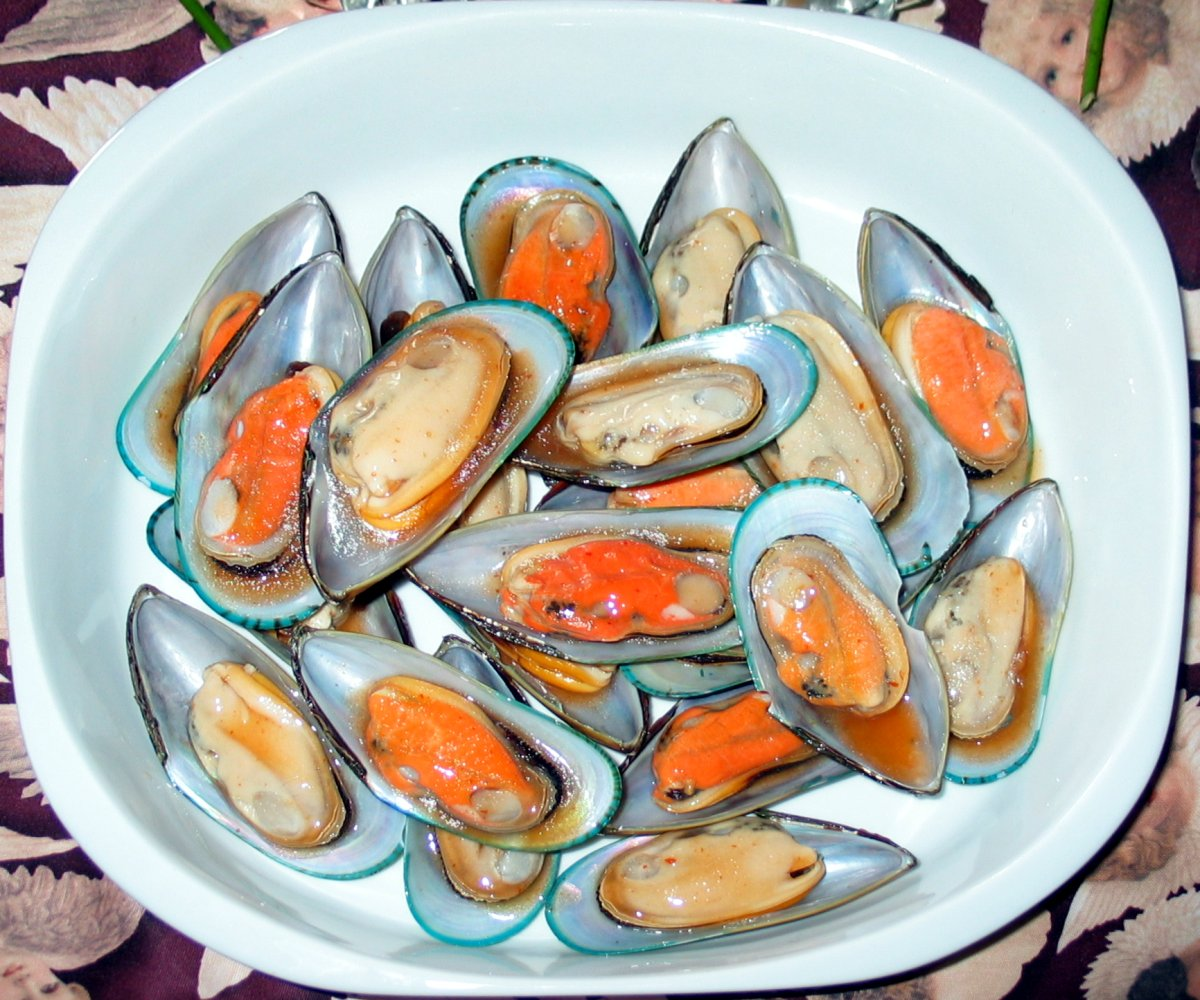
モエギイガイ（パーナ貝）

モエギイガイ Perna canaliculus　（英: Green-lipped mussel）
日本には産しないが、ニュージーランドで養殖されているものが輸入されている。そのほとんどはボイル後に冷凍されたもので、殻付き、片殻付き、剥き身などがある。日本の食料品店やレストランなどで見られるムール貝は、本種であることも多い。殻はやや緑がかり、茶色の放射状の線が多数ある。
ペルナイガイ Perna perna
大きさや形は他種と同様で、殻皮が茶色がかるため、英名を brown mussel という。本来は大西洋の熱帯・亜熱帯海域に広く分布し、日本には生息しない。北米にも自然分布していなかったが、1990年代にメキシコ湾などで確認されて以後、北米で勢力を拡大しつつある。メキシコ湾では2000年代初頭にミドリイガイの侵入が確認されたことから、逆の経路をたどって本種が日本を含む太平洋域に侵入する可能性もある。